# Margarita López de Morla y Virués
Margarita López de Morla y Virués (Jerez de la Frontera, 1788-Toledo, 1850) fue una escritora española y figura pública notable en Cádiz a principios del siglo XIX, era la promotora de una de las tertulias políticas de Cádiz de signo liberal, antagónica a la de Frasquita Larrea de signo conservador. Benito Pérez Galdós retrata el antagonismo entre ambas tertulias en sus Episodios nacionales. También Antonio Alcalá Galiano que llegó a ser ministro de Marina y más tarde Fomento, habla de dichas tertulias de las que era asistente asiduo.

## Biografía
Margarita López de Morla y Virués nació en la actual plaza de Rivero, n.º 1, de Jerez de la Frontera y fue bautizada el mismo día, el 3 de julio de 1788, en la parroquia de San Marcos. Perteneciente a una familia burguesa de Jerez, fue enviada a Inglaterra a realizar sus estudios. Después viajó a París a completar su formación y entabló amistad con la escritora Anne-Louise Germaine Necker, también conocida como Madame de Staël. Su paso por París le otorgó a Margarita una gran cultura y talante para dirigir las tertulias por las que fue conocida (admirada en este sentido por Lord Byron). Esas charlas ya eran conocidas, junto a las de Frasquita Larrea, antes de la invasión francesa.
Contrajo matrimonio con su primo Álvaro Virués de Segovia y Figueroa el 21 de febrero de 1807, cuando tenía 19 años. De este enlace nacieron tres hijos: Javier, Diego y Joaquín, aunque no parece que su relación tuviese unos lazos fuertes, pues Margarita pronto se fue a vivir a Cádiz con su hermano Diego López de Morla. Su amigo Antonio Alcalá Galiano decía de ella en sus memorias, escritas entre 1847 y 1849, que era "instruida, de singular talento, no de buen parecer, aunque con hermosos ojos y gracia, en todo lo cual, aunque de lejos, se parecía a la famosa madame de Staël, con quien no le causaba disgusto ser comparada, siendo, además, de agradibilísima conversación y de excelentes prendas, entre las cuales sobresalía la de buena amiga". En ese momento, en el que las mujeres estaban relegadas de las decisiones y actividades políticas, para mujeres como López de Morla las tertulias, a la que acudían Quintana, Juan Nicasio Gallego, Argüelles, fueron una ventana para escapar de la represión y participar en la vida política del país. El escritor Benito Pérez Galdós, en Cádiz. Episodios Nacionales, explica algunas de esas tertulias del municipio, con la presencia de personajes históricos; este pasaje se puede identificar con las tertulias de Margarita, representado con algunos rasgos en el personaje de doña Flor por su carácter liberal, muy contrario al que tenía la condesa de Rumblar, en la realidad Frasquita Larrea.
Margarita terminó sus días acogiéndose a las ideas del socialismo utópico de Fourier y posteriormente ingresó en un sanatorio mental con graves problemas de salud. Margarita López de Morla falleció en Toledo en 1850, a la edad de 62 años.